# ヘンリー・ローリー・ビショップ

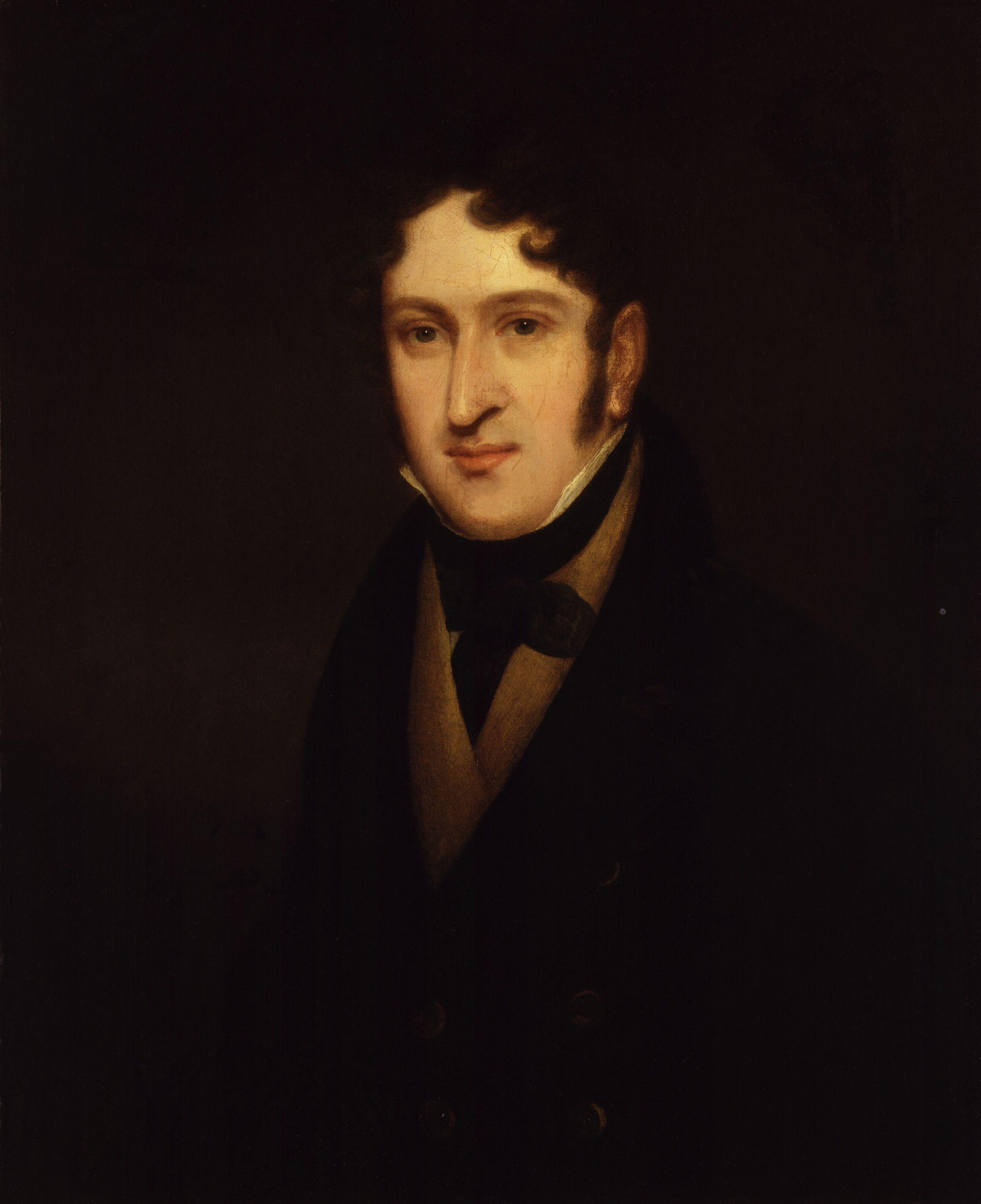
ヘンリー・ローリー・ビショップ

ヘンリー・ローリー・ビショップ（Henry Rowley Bishop, 1786年11月18日 - 1855年4月30日）はイングランドの作曲家で、舞台音楽の専門家。一般に現在ではほとんど忘れられているが、日本では唱歌「埴生の宿」の作曲者としてかろうじて記憶されている。

## 生涯
1786年、ロンドンで生まれる。フランチェスコ・ビアンキーニから音楽教育を受け、1804年に『アンジェリーナ』と題された小品を作曲。次に手懸けたバレエ音楽『タマルランとバヤジット』は1806年に王立劇場で上演された。これが成功したため、さらに数作のバレエ音楽を手懸けた。
1809年の最初の歌劇『チュルケスの花嫁』はドルーリー・レーン劇場で上演されたが、不幸なことに上演直後に劇場が火災に見舞われ、建物と一緒に楽譜も炎によって失われた。次回作は1810年に公会堂のために作曲された重要な歌劇『偏執狂』で、これによって名声を博し、その後3年間にわたってコヴェント・ガーデン王立歌劇場の専属作曲家に着任することができた。その在任中に、数々のオペラやカンタータ、シェイクスピア劇の付随音楽を作曲したが、現在ではほとんどが忘れられている。最も成功したのは『太陽の乙女』（1812年）、『粉挽きとあるじ』（1813年）、『ガイ・マネリングと奴隷』（1816年）、『女中マリアンと一族』（1822年）、『ミラノの乙女』（1823年）である。ちなみ日本で有名な「埴生の宿」の原曲「Home! Sweet Home!」は『ミラノの乙女』の導入部のアリアである。
1825年にビショップはロバート・ウィリアム・エリストンに説得されて、コヴェント・ガーデン歌劇場からライバルのドルーリー・レーン劇場に復帰し、後者のために非常に慎重に歌劇『アラジン』を作曲し、ウェーバーの『オベロン』を打ち負かさんとした。結果は惨敗であり、『アラジン』によってビショップはオペラ作曲家としての生命を失った。
1813年にロンドン・フィルハーモニック協会が結成され、ビショップは総裁の一人に選ばれると、指揮者に転向した。1830年にはヴォクソールの音楽監督に任命され、その任期中に人気の歌曲『わがいとしのジェーン』を作曲した。宗教的カンタータ『第七日』はフィルハーモニック協会のために作曲され、1833年に上演された。
1839年にオックスフォード大学から音楽学で学位を授与される。1841年にはエディンバラ大学の教授に任命されたが、1843年に辞職した。1842年に音楽家として初めてナイトに叙勲される。1848年にクロッチ博士の後任教授としてオックスフォード大学に着任。第14代ダービー伯爵エドワード・スミス=スタンリーが総長に就任した際（1853年）の歓迎式典オードがビショップの絶筆となった。
1855年、貧窮のうちに他界した。

## 死後
現在ではビショップの名は合唱作家や小品作家としてのイメージと結びついている。ビショップの旋律は明晰で流麗で、的確で、そしてしばしば魅力的であるとみなされている。和声法は純粋かつ素朴で、甘美であるとみなされている。

## エピソード
ビショップは2度結婚している。ビショップ自身も声楽に心得があったが、前夫人ミス・リヨンも再婚相手のアンヌ・リヴィエール（芸名アンナ・リヴィエラ）もともにオペラ歌手であった。アンヌは後にビショップを捨て、ニコラ=シャルル・ボクサと駆け落ちした。